# شنني نحال
شنِنّي نحال هي بلدية تابعة لولاية قابس، تونس، تتألف من قريتين صغيرتين حدوديتين تقعان في واحة قابس، على بعد خمسة كيلومترات جنوب غرب المدينة، وتتميز بزراعة أشجار النخيل وأشجار الفاكهة، ولا سيما زراعة أشجار الرمان، ومحاصيل البستنة والأعلاف، وهي أيضًا تعتبر منطقة سياحية بسبب طبيعتها الريفية الساحرة، وركوب العربات التي تجرها الخيول عبر الواحة، ووجود العديد من الحيوانات التي قد تجعلها حديقة حيوانات صغيرة مكانًا رائعًا للزيارة، ويقدر عدد سكانها حسب تقديرات عام 2004 حوالي 14152 نسمة.